# 오하라 나오시
오하라 나오시(일본어: 小原 直, 1877년 1월 24일 ~ 1967년 9월 8일)는 일본의 검찰관, 정치인이다.

## 생애
나오시 니가타현에서 사족(士族) 다나카 게이지로의 아들로 태어나, 아이즈번 (会津藩) 번사 오하라 도모타다의 양자가 되었다. 도쿄제국대학 법과대학 법률학과를 졸업하고, 1902년 사법성에 채용되어 도쿄 지방재판소 판사에 임용되었다. 그 다음에는 당시 상사의 눈에 띄어 지바 지방재판소 검사로 부임하였고, 이후 검사의 길을 걸었다.
그는 검찰관 재임 중, 일본 제당 오직 사건 (日本製糖汚職事件), 고토쿠 사건 (幸徳事件), 지멘스 사건 (シーメンス事件), 오우라 사건 (大浦事件), 야하타 제철소 오직 사건 (八幡製鉄所汚職事件), 박열 사건 (朴烈事件) 등을 맡았다.
다나카 기이치 내각의 하라 요시미치 사법대신 밑에서 사법차관이 되었고, 이후 하마구치 내각, 이누카이 내각, 사이토 내각에서도 사법차관을 지냈다.
오카다 내각에서 사법대신 (1934년 ~ 1936년), 아베 노부유키 내각에서 내무대신 겸 후생대신(1939년 ~ 1940년, 1940년)을 역임하였으며, 각료에서 물러난 뒤에는 변호사업을 개업하였다. 전후에는 제5차 요시다 내각에서 법무대신을 지냈으며, 1967년에 병으로 사망하였다.

## 같이 보기
- 호젠 고등학교